# Heterochaeta orientalis
Heterochaeta orientalis (лат.) — вид насекомых из семейства Toxoderidae отряда богомоловых. Древесные насекомые. Обитает в Африке.

## Внешний вид и строение
Это вид, имитирующий палку, с тонкой и удлинённой грудью и брюшком.

## Распространение
H. orientalis встречается по всей Африке, например, в Эфиопии, Танзании, Мозамбике, Намибии, Замбии, Южной Африке, Нигерии и Сенегале. 